# Морета (Италия)
Морѐта (на италиански: Moretta; на пиемонтски: Morëta, Моръта) е малко градче и община в Северна Италия, провинция Кунео, регион Пиемонт. Разположено е на 252 m надморска височина. Населението на общината е 4136 души (към 2010 г.).